# Gianni Dallaturca
Gianni Dallaturca (Pieveottoville, 1970) è un trombettista e musicista italiano.

## Biografia
Nato a Pieveottoville di Zibello, trasferito con la famiglia a Noceto, da bimbo inizia a studiare la tromba e a far parte del Corpo Bandistico La Noce di Noceto assieme al padre anche egli trombettista, sotto la direzione del Maestro Francesco Devodier. Entrato in Conservatorio a Parma, si diploma a pieni voti in tromba della classe del Maestro Sergio Zannani. Per anni ha fatto parte delle orchestre da ballo "Braccio Band" e "Liscio2000" con il Maestro Pietro Zecca (1949-2023). Nel 1995 ha vinto il concorso quale tromba dell'Orchestra sinfonica nazionale della Rai di Torino, con la quale ha collaborato per cinque anni fino al 2000, partecipando a tournée in Europa e America latina. Nel 2001 ha vinto il concorso per l'orchestra del Teatro alla Scala e nel 2002 è entrato a far parte dell'Orchestra Filarmonica della Scala. Nel 2004, in collaborazione con il fisarmonicista Marco Veroni e il chitarrista Marco Tonelli(chitarrista storico dell'Orchestra Luca Canali e trombonista dell'Orchestra La Fenice Venezia) ha pubblicato il cd, A tutta tromba (Principal Records), con i brani contemporanei più celebri per tromba. Attivo come orchestrale classico, solista e concertista. Vicedirettore Bandistico. Incide per la Casa Editrice Musicale di Franco Bagutti. 
Ha partecipato nel 2011 a un concerto in memoria del proprio insegnante M°Sergio Zannani al Conservatorio di Parma e nel 2025 all'inaugurazione del Teatro Angelo Frondoni nel proprio paese natale, Pieveottoville.

## Discografia
- 2004, A tutta tromba con Marco Veroni (Fisarmonica) e Marco Tonelli (Chitarra)
- 2007, Cantare è vivere con Roberto Polisano. Edizioni Musicali Franco Bagutti
- 2022, Cosa Farei, con Fausto Fulgoni